# Фритт-Флакк
«Фритт-Флакк» (фр. Frritt-Flacc), также «Трикк-тракк» — мистический рассказ французского писателя Жюля Верна, входящий в цикл «Необыкновенные путешествия». Написан в 1884 году.

## Публикации
- Первая публикация рассказа из 7 глав состоялась в парижской газете Le Figaro illustré, в декабре 1884 года. 10 июля 1885 года автор читал рассказ в Амьенской академии.
- 4 ноября 1886 года немного измененный рассказ был напечатан в одном томе с первым изданием романа «Лотерейный билет».
- 11 ноября 1886 года рассказ и романы «Лотерейный билет» и «Робур-Завоеватель» были напечатаны в двадцать первом «сдвоенном» томе «Необыкновенных путешествий». Рассказ содержал 3 иллюстрации Жоржа Ру.
- Затем рассказ был ещё раз переработан автором и в декабре 1886 года окончательный вариант был опубликован в «Magasin d’Éducation et de Récréation».
- На английском языке рассказ впервые был напечатан в 1892 году в «Strand Magazine»[2].

## Сюжет
Рассказ разбит на 7 глав.
К жестокому и чёрствому доктору Трифульгасу обращается за помощью мать умирающего булочника. Он гораздо больше интересуется гонорарами, чем здоровьем пациентов. На этот вызов он вообще отказывается идти. Во-первых, плохая погода; во-вторых, он знает, что пациенту нечем платить. Но вызов повторяется. Над деревушкой и в лесу разражается настоящая буря, трещат сломанные ветром сучья. Узнав, что мать больного готова продать дом, чтобы оплатить его услуги, врач все-таки идет по вызову. Хлещет ливень, падают деревья, но наконец впереди доктор видит освещенное окно.
Он входит в дом. Он наклоняется над кроватью. И вдруг видит в постели… самого себя! 